# Glagahombo
Glagahombo is een bestuurslaag in het regentschap Magelang van de provincie Midden-Java, Indonesië. Glagahombo telt 2319 inwoners (volkstelling 2010).